# Sandro Holzem
Sandro Holzem (Polch, 9 juni 2004) is een Duits autocoureur.

## Carrière
Holzem maakte zijn autosportdebuut in het karting in 2019 met zijn deelname aan de OK-klasse van de WSK Open Cup. Later dat jaar reed hij ook in de OK-klasse van zowel het wereld- als het Europees kampioenschap karten. In 2020 werd hij negende in de OK-klasse van de ADAC Kart Masters, en in 2021 werd hij hier vierde. Dat jaar eindigde hij ook als vijfde in de DKM/OK-klasse van het Duits kampioenschap karten.
In 2022 stapte Holzem over naar de GT-racerij en debuteerde hij in de ADAC GT4 Germany. Hij reed in een Aston Martin Vantage AMR GT4 voor het team Dörr Motorsport, waar hij de auto deelde met zijn tweelingbroer Juliano. Zij behaalden hun beste resultaat met een twaalfde plaats in de seizoensfinale op de Hockenheimring Baden-Württemberg, waardoor zij met zes punten veertigste werden in de eindstand.
In 2023 bleef Holzem actief in de ADAC GT4 Germany, maar stapte over naar het team Project 1, waar hij plaats ging nemen in een BMW M4 GT4. Ook debuteerde hij dat jaar in de DTM bij hetzelfde team tijdens het vierde weekend op de Nürburgring.